# Nishada aureocincta
Nishada aureocincta là một loài bướm đêm thuộc phân họ Arctiinae, họ Erebidae.